# 威廉·斯塔布斯
威廉·斯塔布斯（1825年6月21日—1901年4月22日）是一位英国历史学家和聖公宗牧师，主要作品有《金雀花王朝：从亨利二世到爱德华二世》（The Early Plantagenets，1889年）等。